# أناستاسيوس كارامانوس
أناستاسيوس كارامانوس (باليونانية: Τάσος Καραμάνος) (21 سبتمبر 1990 بأسبروبيرغوس في اليونان - ) هو لاعب كرة قدم يوناني في مركز الهجوم. لعب مع نادي أتروميتوس ونادي أولمبياكوس ونادي بانيونيوس وAspropyrgos F.C. ‏ وAsteras Magoula F.C. ‏.

## روابط خارجية
- أناستاسيوس كارامانوس على موقع قاعدة بيانات كرة القدم.إي يو (الإنجليزية)
- أناستاسيوس كارامانوس على موقع Soccerway.com (الإنجليزية)
- أناستاسيوس كارامانوس على موقع AS.com (الإسبانية)